# 新御厨町
新御厨町（しんみくりやちょう）は、長崎県北松浦郡にあった町。1941年に御厨村と星鹿村が合併し発足した自治体である。戦後、いわゆる昭和の大合併で周辺自治体と合併を行い市制施行、松浦市となった。
現在は松浦市の一地域である御厨町（みくりやちょう）および星鹿町（ほしかちょう）となっている。

## 地理
北松浦半島の北部に位置する。
- 半島：星鹿半島
- 山：白岳、大岳、石森山、二ツ山、城山、合戦原
- 河川：竜尾川、加椎川、田代川、寺ノ尾川、木場川、悪太郎川
- 溜池：郭公尾池、アカニタ池
- 島：青島
- 港湾：新御厨港、黒潮港

## 沿革
- 1889年（明治22年）4月1日 - 町村制施行により、北松浦郡のうち後の町域にあたる以下の2村が発足。
  - 御厨村（御厨村・大崎村・田代村が合併）
  - 星鹿村（単独村制）
- 1941年（昭和16年）1月1日 - 御厨村と星鹿村が合併し町制施行。新御厨町が発足。
- 1948年（昭和23年）月日不詳 - 旧御厨村の区域に設置していた大字（御厨・大崎・田代）を廃止。
- 1955年（昭和30年）3月31日 - 新御厨町・志佐町・調川町が合併し市制施行。松浦市が発足し、新御厨町は自治体として消滅。

## 地名
免を行政区域とする。旧御厨村の地域では免の名称に大字を冠称していたが、1948年（昭和23年）に大字を廃止した。
旧御厨村
1948年まで大字（御厨・大崎・田代）を設置していた。
大字御厨
- 池田免
- 上登木免
- 北平免
- 里免
- 下登木免
- 立木免
- 田原免
- 寺ノ尾免
- 中野免
- 前田免
- 横久保免

大字大崎
- 相坂免
- 大崎免
- 狩原免
- 川内免
- 小船免
- 米ノ山免
- 高野免
- 西木場免
- 西田免
- 普住免（ふじゅう）
- 山根免

大字田代
- 板橋免
- 郭公尾免（こっこのお）
- 木場免
- 田代免

旧星鹿村
1889年の町村制施行時に単独で自治体として発足したため、大字は無し。
- 青島免
- 北久保免
- 下田免
- 岳崎免
- 牟田免

## 交通

### 鉄道
- 日本国有鉄道
  - 松浦線

（田平町） - 肥前御厨駅 - （志佐町）